# Mémoires... Live
Mémoires... Live è il primo album live del gruppo musicale power metal francese Manigance.
La versione francese, pubblicata nel 2005, presenta Un Dernier Hommage al posto di Intégrité e non c'è il video di Ange Ou Démon.

## Tracce (versione giapponese)
1. Mirage - 00:56
2. Empire Virtuel - 05:17
3. Mourir en Héros - 06:24
4. Comme une Ombre - 05:17
5. Mémoire - 04:26
6. Maudit - 07:27
7. Intégrité - 04:49
8. D'un Autre Sang - 05:06
9. La Mort dans l'Ame - 06:21
10. L'Ultime Seconde - 04:54
11. Héritier - 04:44
12. Solo de Batterie - 01:08
13. Dès Mon Retour - 04:13
14. En Mon Nom - 05:40
15. Ange ou Démon (Video live)

## Formazione
- Didier Delsaux - voce
- François Merle - chitarra
- Bruno Ramos - chitarra
- Marc Duffau - basso
- Florent Taillandier - tastiere
- Daniel Pouylau - batteria